# Das Haus der Krokodile
Das Haus der Krokodile (Nederlands: Het huis met de krokodillen) is een Duitse bioscoopfilm gebaseerd op de gelijknamige jeugdroman van Helmut Ballot. In het voorjaar van 2012 ging de film in première in de Duitse bioscopen en in de herfst van dat jaar kwamen dvd en blu-ray op de markt. Er is ook een nagesynchroniseerde Nederlandse versie die als tv-film op 26 mei 2013 door de VPRO voor het eerst werd uitgezonden.
Aan de film werd het predicaat besonders wertvoll (‘van uitzonderlijke waarde’) toegekend door de Duitse federale autoriteit FBW (Deutsche Film- und Medienbewertung), en de Beierse regering bekroonde hem met de Bayerische Filmpreis.

## Verhaal
Kort geleden is het gezin Laroche in de oude en lugubere villa van een oom komen wonen. Wanneer zijn ouders op zakenreis gaan blijft de elfjarige Viktor alleen thuis samen met zijn twee zusjes. Als hij op onderzoek uitgaat in het huis ontwaart hij tot zijn ontzetting een donkere gestalte in een spiegel. Is het een inbreker, een geest?
Nieuwsgierig als hij is probeert hij het geheim te ontrafelen en ontdekt daarbij een geheime schuilplaats, waar hij het dagboek van Cäcilië vindt. Jaren geleden is het meisje onder mysterieuze omstandigheden in het huis om het leven gekomen.
Gefascineerd bladert Viktor in het vergeelde boek en volgt het spoor van de raadselachtige aanwijzingen door de oude villa. Steeds weer stuit hij daarbij op kleine opgezette krokodilletjes met lege oogholtes.
Viktors speurwerk blijft niet onopgemerkt. Hij krijgt het aan de stok met de eigenaardige buurvrouw Debisch, die niet is gediend van zijn navorsingen. Weet zij er soms meer van? Heeft zij iets te maken met de dood van het meisje en speelt ze misschien onder één hoedje met Strichninsky, de mysterieuze onderhuurder? Viktor voelt dat hij een groot geheim op het spoor is en probeert tegen alle weerstand in om het stilzwijgen in de familie te verbreken.

## Achtergronden
De jeugdroman van Helmut Ballot werd in 1976 voor het eerst bewerkt voor de Duitse televisie met daarin Thomas Ohrner, een bekende Duitse acteur, in de rol van Viktors vader. De tv-serie blijft dicht bij de lijn van de roman, maar voor de bioscoopfilm veranderen regisseurs Boss en Stennert het een en ander. In de bioscoopversie wordt Viktor nog meer een echte einzelgänger, die zich in de avontuurlijke wereld van de oude villa terugtrekt. De muffe kelder wordt een nevelig moeras, de zolder een oerwoud vol opgezette dieren.
Naast de verhaallijn van het spannende speurwerk, dat door Cäciliës dagboek in gang gezet wordt, is er ook nog een meer emotionele lijn, die voor een ontroerend einde zorgt. Viktor probeert om zijn gesloten familieleden tot praten te bewegen, wat hem ten slotte ook lukt. Maar terwijl de roman een open eind heeft en de kwestie wie de dader is niet opgelost wordt, lukt het Viktor in de film om het geheim te ontrafelen en zijn ogenschijnlijk slechte antagoniste van haar schuldgevoel te bevrijden.

## Rolverdeling
- Kristo Ferkic: Viktor Laroche
- Gudrun Ritter: mevrouw Debisch
- Christoph Maria Herbst: Friedrich Debisch
- Waldemar Kobus: meneer Strichninsky
- Uwe Friedrichsen: meneer Opitz
- Vijessna Ferkic: Luise
- Joanna Ferkic: Cora
- Thomas Ohrner: vader
- Katja Weitzenböck: moeder
- Dieter Schaad: oom Gustav
- Elena Oechsner: Cäcilie
- Peter Lerchbaumer: oudere politieagent
- Christian Furrer: jongere politieagent

## Recensies
- “Deze stilistisch goede en intense jeugdfilm is een meesterwerk, niet in de laatste plaats omdat hij geen rekening houdt met de bezorgdheid van ouders. Zo is Das Haus der Krokodile voor volwassenen ook spannend.” (Abendzeitung München)[2]
- “De twee filmmakers treden met hun uitgekiende scènes heel duidelijk in de voetsporen van Alfred Hitchcock. Daarbij wagen ze zich tot aan de uiterste grenzen van wat er in het kader van een kinderfilm aan horror- en thrillermotieven past, zonder ze te overschrijden.” (Filmstarts.de)[3]
- “Het verhaal over de elfjarige Viktor die het raadsel rond de dood van zijn achternichtje en daarmee ook het geheim van de opgezette krokodillen wil oplossen, is overtuigend door zijn zorgvuldige opbouw en structuur. Vakkundig wordt de spanning en sfeer zo opgebouwd dat er voor jong en oud in gelijke mate te genieten valt. Das Haus der Krokodile is een in alle opzichten geslaagde jeugdfilm die aangenaam boven de grijze middelmaat uitsteekt.” (moviemaze.de)[4]
- “Deze film slaat in! Hij is van A tot Z de moeite waard: soms spannend, soms verdrietig, dan weer grappig of ontroerend, de film houdt je in zijn greep. Spannend tot aan de laatste minuut!” (filmkritiker.de)[5]

## Prijzen en nominaties
- Goldener Spatz 2012 voor de beste bioscoopfilm en een speciale prijs voor ‘beste regie’ van Bundesland Thüringen.
- Nominatie Deutscher Filmpreis 2012
- Bayerischer Filmpreis 2012 voor de regie van Cyrill Boss en Philipp Stennert
- Griffon Award Best Film 10+, Giffoni Filmfestival